# آدام اولئاریوس

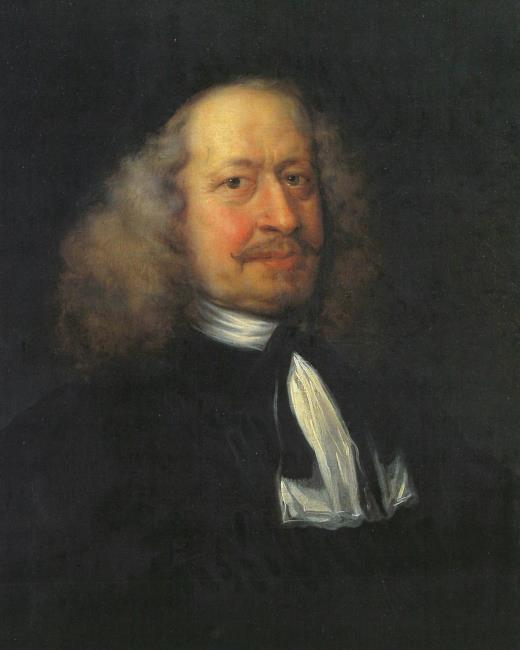
تک‌چهره آدام اولئاریوس، توسط یورگن اونز

آدام اولئاریوس (به لاتین: Adam Olearius)، به نام اصلی آدام اولشلگر (به آلمانی: Adam Ölschläger)، (زادهٔ ۲۴ سپتامبر ۱۵۹۹ – مرگ ۲۲ فوریه ۱۶۷۱) پژوهشگر، ریاضیدان، جغرافیدان و کتاب‌دار آلمانی بود. او در سال ۱۵۹۹ میلادی در شهر آشرس لبن (Aschersleben) آلمان در خانواده یک کفاش متولد شد. چون وضع مالی خانواده اش خوب نبود تحصیلات خود را با زحمت زیاد در حالی که کار می‌کرد ادامه داد و در سال ۱۶۲۰ میلادی وارد دانشگاه شد و در رشته علوم دینی مشغول تحصیل شد و در ضمن آن در رشته‌های ریاضی، نجوم، و زمین‌شناسی نیز تبحر پیدا کرد. سپس وارد دانشگاه فلسفه شد و در سال ۱۶۲۷ فارغ‌التحصیل گردید. او همچنین دبیر سفیر ارسالی فریدریش سوم، دوک‌نشین هولشتاین به شاه صفی در سفر او به پرشیا (ایران فعلی) بود. او پیرامون دیده‌هایش از سفر به ایران دو کتاب نگاشته‌است. همچنین نخستین ترجمهٔ آلمانی گلستان و بوستان سعدی توسط او در سال ۱۶۵۴ میلادی منتشر شد. کتاب سیاحت‌ها و سفرهای سفیران از دوک هلشتاین تا دوک بزرگ مسکووی و پادشاه ایران نوشته اوست.

## سفرها

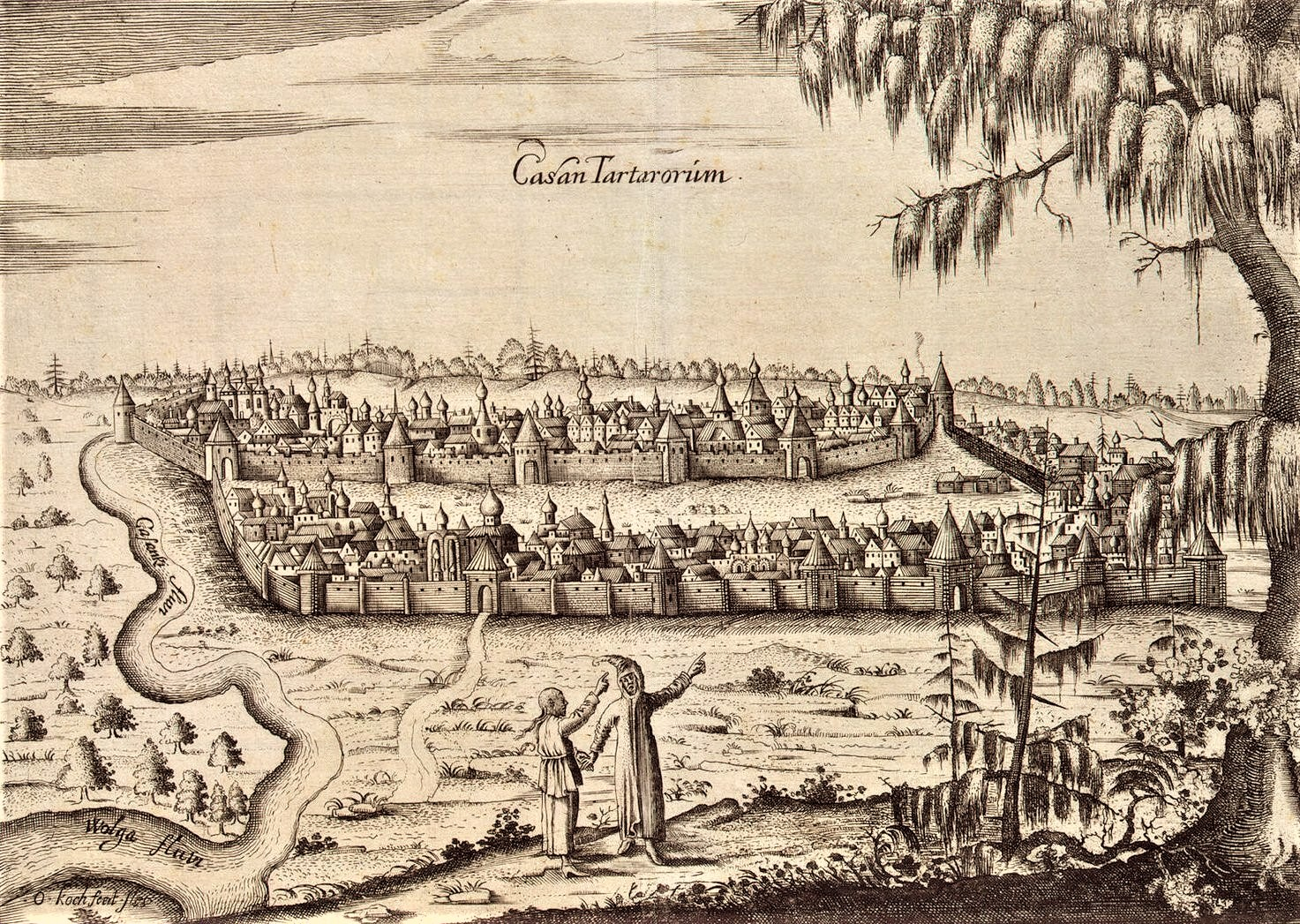
شهر روسی کازان که اولئاریوس آن را در تاریخ ۱۶۳۰ میلادی کشیده‌است.

از راه روسیه و دریای مازندران به سوی ایران رهسپار شد. در ۱۴ نوامبر ۱۶۳۶ به دربند رسید. سپس به شماخی رفت و سه ماه در آنجا ماندگار شد. سپس به اردبیل، سلطانیه، قزوین رفت تا سرانجام در ۳ اوت ۱۶۳۷ به اصفهان، پایتخت آن زمان ایران رسید. در ایران او به دربار راه یافت، ولی چون میان او و سفیر ستیزه‌ای پدید آمده بود از گروه هولشتاین جدا شده و به خدمت روس‌ها درآمد؛ ولی چون در آینده آن سفیر را دوک هولشتاین پادافره نمود و اولئاریوس به میهن بازگشت و شرح سفرش را به لاتین نگاشت. کتاب او اطلاعات ارزشمندی از روزگار ایران پس از پادشاهی شاه عباس بزرگ برجای گذاشته و به دلیل اهمیتی آن، به زودی به فرانسوی و انگلیسی هم ترجمه‌شد.
نوشته‌های اولئاریوس از جهت بی‌طرفی نویسنده و نیز پژوهنده بودنش آگاهی‌های سودمند و اعتمادپذیری را در سنجش با دیگر سفرنامه‌های آن روزگار برجای گذاشته‌است. او به زبان فارسی چیرگی داشت و به یاری دستیاران ایرانی گلستان و بوستان سعدی را به زبان آلمانی ترجمه نمود. این نخستین ترجمهٔ این آثار به زبان آلمانی، و همچنین تا آن زمان دومین و کاملترین ترجمه آثار سعدی در زبان‌های اروپایی بود. این ترجمه‌ها در سال ۱۶۵۴ و بیست سال پس از ترجمه ناقص فرانسوی گلستان، توسط آندره دوریه انجام گرفت.
گوته شاعر آلمانی در یادداشت‌هایش بر کتاب دیوان غربی–شرقی او را با عنوان «مرد ممتاز» ستوده‌است. مونتسکیو در نگارش نامه‌های ایرانی از ترجمهٔ فرانسوی کتاب او بهره برده‌است.

## ترجمه گلستان سعدی

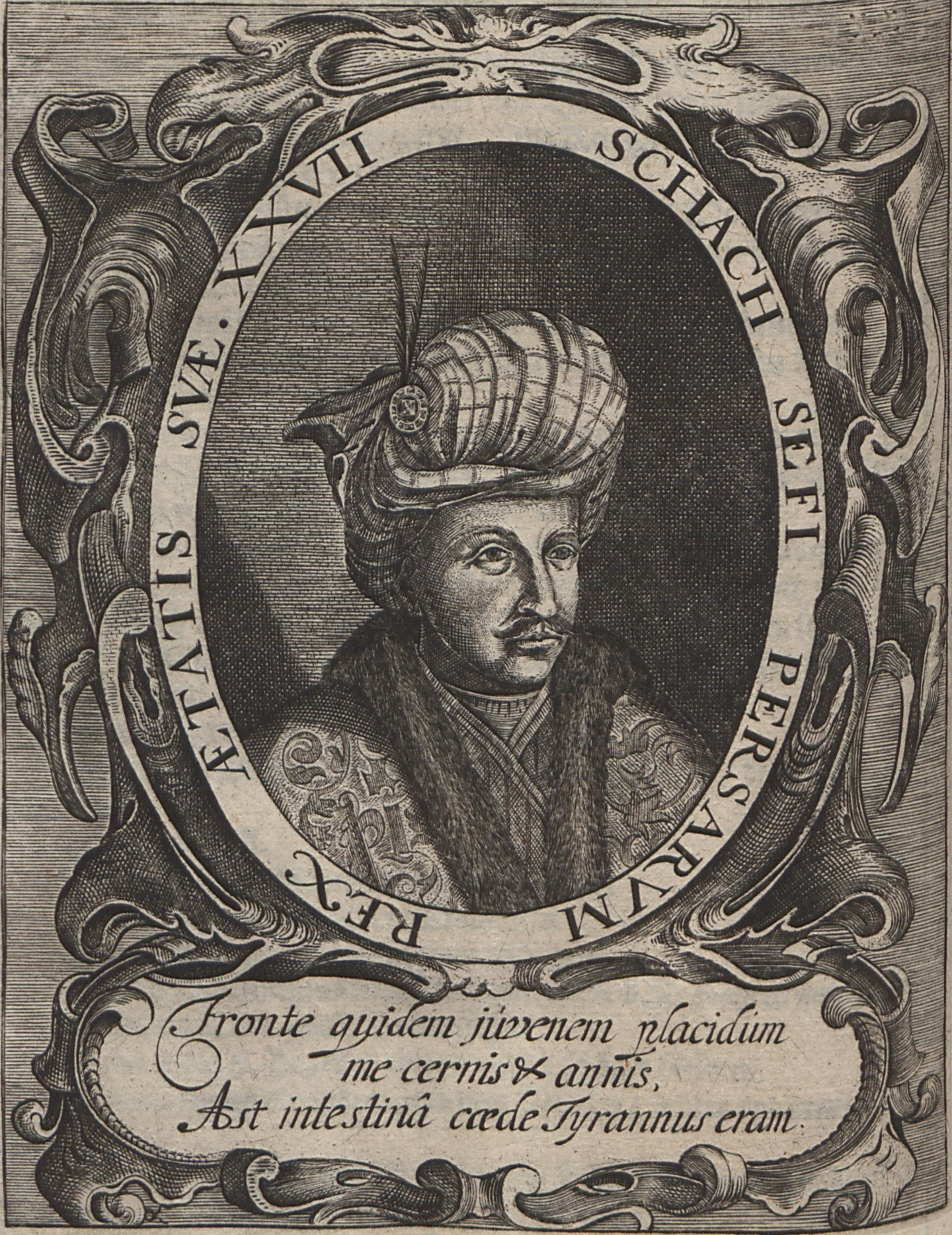
شاه صفی یک پرشیا

اولئاریوس در مدمت اقامت خود در ایران با ادبیات کلاسیک فارسی آشنا شد و به خصوص گلستان سعدی را بسیار جالب یافت به طوری که نسخه‌ای از آن را به همراه خود برد. چند سال بعد که شاه صفی هیاتی نزد دوک هولشتاین فرستاد، اولئاریوس زمان را مغتنم شمرد و با کمک یکی از اعضای هیئت که مردی ادیب و دانشمند بود به نام حق وردی، به ترجمه گلستان به زبان آلمانی پرداخت و آن را در سال ۱۶۵۴ تحت عنوان گلستان ایران منتشر کرد. این نخستین شاهکار ادبی ایرانی است که به زبان آلمانی ترجمه شده‌است. این ترجمه در آن عصر چنان مورد پسند و توجه مردم آلمانی زبان شد که در مدت کوتاهی بیش از بیست بار تجدید چاپ شد. همچنین استقبال مردم آلمان از ترجمه گلستان باعث شد که اولئاریوس به ترجمه بوستان سعدی و داستان‌های لقمان حکیم هم مبادرت ورزد که آن‌ها را هم با کمال استادی و مهارت انجام داد و به طبع و نشر اقدام نمود.

## خوانش بیش‌تر
- Faramarz Behzad: Adam Olearius Persianischer Rosenthal: Untersuchungen zur Übersetzung von Saadis „Golestan“ im 17. Jahrhundert. Vandenhoeck & Ruprecht, Göttingen 1970
- Elio C. Brancaforte: Visions of Persia : mapping the travels of Adam Olearius. Harvard University Press, Cambridge, Mass. 2003. شابک ‎۰−۶۷۴−۰۱۲۲۱−۶
- F. Prinz: "Von den Historien fremder Völker: des Adam Olearius Gesandtschaftsreisen durch Russland und Persien". In: Damals. Band 24, 1994, S. 850-866
- Karl Rauch: Seidenstraße über Moskau : die große Reise von Adam Olearius nach Moskau und Isphahan zwischen 1633 und 1639. Pfeiffer, München 1960
- Gerhard Dünnhaupt: "Adam Olearius (1599–1671)", in: Personalbibliographien zu den Drucken des Barock, Bd. 4. Stuttgart: Hiersemann 1991, S. 2979-3004. شابک ‎۳−۷۷۷۲−۹۱۲۲−۶
- Ersch-Gruber: Allgemeine Encyclopädie der Wissenschaften und Künste. Verlag F. A. Brockhaus, Leipzig, 1832, 3. Sektion, 3. Teil, S. 37 (Online)